# Sting
Sting, pseudonimo di Gordon Matthew Thomas Sumner (Wallsend, 2 ottobre 1951), è un cantautore, polistrumentista e attore britannico, approdato al successo internazionale come bassista, cantante e autore di buona parte dei brani del gruppo The Police (1977-1984) e, scioltisi questi ultimi, impegnato in una proficua attività come solista. Alla carriera musicale ha affiancato anche quella di attore, sia di cinema che di teatro.
Le sue influenze musicali includono rock, jazz, reggae, pop, musica classica, new-age, progressive rock e worldbeat. Come cantante solista e membro dei Police, nella sua carriera Sting ha ricevuto 17 Grammy Awards, 3 BRIT Awards, un Golden Globe e un Premio Tenco. È stato inoltre candidato 4 volte per l'Oscar alla migliore canzone nel 2001, 2002, 2004 e 2017 per i film Le follie dell'imperatore, Kate & Leopold, Ritorno a Cold Mountain e Jim: The James Foley Story. Sting ha venduto in totale oltre 100 milioni di dischi nel mondo tra Police e carriera solista.

## Biografia
Gordon Sumner è nato il 2 ottobre 1951 a Wallsend, nella periferia a nord di Newcastle upon Tyne, in Inghilterra, da Audrey Cowell, una parrucchiera, ed Eric Sumner, un lattaio. Fin da bambino aspirava alla carriera di musicista. Frequentò la St. Cuthbert Roman Catholic School a Newcastle (la stessa scuola frequentata da Neil Tennant dei Pet Shop Boys) e successivamente l'università di Warwick a Coventry, ma non si laureò. Dal 1971 al 1974 frequentò un corso di preparazione per insegnanti.

### Inizi
Prima di suonare musica professionalmente, Sumner lavorò come scavatore e insegnante di inglese e, per un solo anno, anche di disegno. Tenne i suoi primi concerti ovunque potesse ottenere un lavoro. Suonò con gruppi jazz, in vari locali dell'epoca, come i Phoenix Jazzmen e Last Exit. Si pensa che il suo nome d'arte sia nato mentre suonava con i Jazzmen, perché portava spesso una maglietta a strisce nere e gialle; uno dei componenti della band, Gordon Solomon, notò che sembrava un'ape, così lo soprannominò Stinger (colui che punge), abbreviato poi in Sting (pungiglione). C'è chi dice invece che a chiamarlo Sting fossero stati i suoi alunni durante il suo periodo da insegnante, ritenendolo molto severo. È sua abitudine farsi chiamare Sting da tutti, compresi i familiari; compare con il suo nominativo anagrafico solo sui documenti ufficiali.
Sting sposò l'attrice irlandese Frances Tomelty nel 1976. La coppia ebbe due figli, Joseph (23 novembre 1976) e Fuschia Katherine (17 aprile 1982), e divorziò nel 1982. Poco dopo, Sting cominciò a vivere con l'attrice (e più tardi produttrice) Trudie Styler, che sposò il 20 agosto 1992. Sting e Trudie hanno avuto quattro figli. Anche se Sting possiede molti terreni nel Regno Unito e negli Stati Uniti, attualmente si considera a casa a Figline Valdarno, in Toscana, dove ha comprato la villa del «Palagio» nel 1999. Nel 2002 acquistò i beni confinanti dell'ex fattoria Serristori, ovvero 200 ettari tra vigne, uliveti, pascoli e boschi, diventando così proprietario di un'intera collina di oltre 300 ettari tra il Chianti e il Valdarno. L'azienda agricola "Tenuta Il Palagio" dà lavoro a 15 dipendenti fissi più gli stagionali.
Prima di trasferirsi nel fiorentino ha anche abitato a lungo nei dintorni di Pisa dalla fine degli anni '80, presso la Tenuta di San Rossore, dove peraltro sono nati gli ultimi due figli avuti da Trudie Styler: Eliot Pauline (30 luglio 1990) e Giacomo Luke (17 dicembre 1995). Joseph, il figlio avuto da Tomelty, ed Eliot Pauline, in arte Coco, avuta invece con Styler, stanno seguendo le orme musicali del padre; Joseph è cantante e bassista dei Fiction Plane, mentre Eliot Pauline è leader degli I Blame Coco.
Nel 1992 ricevette una laurea honoris causa in musica dalla Northumbria University, e nel 1998 comparve al 63º posto tra i 100 più grandi artisti di sempre del Rock'n'Roll (emittente televisiva VH1). Nell'estate del 2003 gli fu conferita l'onorificenza civile di Commendatore dell'Ordine dell'Impero Britannico (Commander of the order of the British Empire, CBE) e lo stesso anno pubblicò la sua autobiografia, Broken Music (relativa alla sua prima infanzia, fino al momento in cui con i The Police arrivò il successo mondiale grazie alla hit Roxanne). Altri posti in classifiche di vario rango, nel corso degli anni, lo hanno visto al 77º posto tra i 100 personaggi più influenti al mondo (2011, rivista statunitense TIME), e al 9º posto tra i 10 personaggi musicali inglesi più ricchi del Regno Unito (2011, Sunday Times).
Curiosamente nel 2003 comparve anche all'81º posto della classifica-farsa "I 100 peggiori inglesi che amiamo odiare", lista semiseria elaborata tramite sondaggio dalla TV inglese Channel Four, parodia della classifica "100 Greatest Britons". Sting è un appassionato di calcio e tifoso del Newcastle, squadra della sua città d'origine, e negli ultimi tempi, vivendo in Toscana, ha sviluppato una simpatia verso la Fiorentina.

### Carriera con i Police

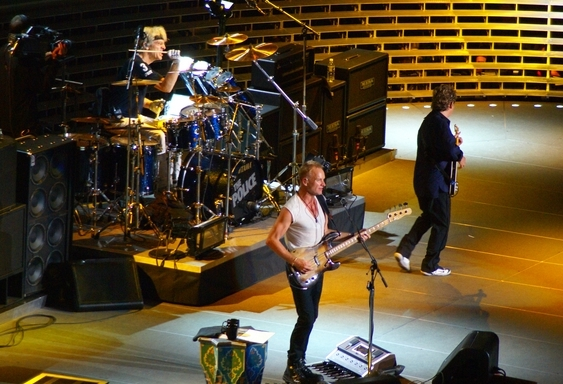
Sting con i The Police durante un concerto al Madison Square Garden di New York

Nel 1976, a Londra, Sting, incontrò il batterista statunitense Stewart Copeland e il chitarrista corso Henry Padovani, con i quali formò il gruppo rock/pop dei The Police. Erano gli anni forti del punk londinese; il trio iniziò a suonare in piccoli pub ed esordì su 45 giri con l'autoprodotto Fall Out/Nothing Achieving. Presto Padovani venne rimpiazzato (dopo una brevissima parentesi in cui il gruppo era formato da 4 membri) dal più esperto Andy Summers, veterano della scena musicale inglese le cui sonorità, pulite e curatissime, contribuirono a distaccare definitivamente il gruppo dall'originario intendimento punk. I Police debuttarono ufficialmente negli Stati Uniti nel 1978 con Roxanne.
Il gruppo ebbe svariati album in testa alle classifiche, europee e d'oltreoceano, tra il 1979 e il 1983, anno della loro separazione; i Police hanno vinto sei Grammy Award nei primi anni ottanta, come nel caso della loro canzone più famosa, Every Breath You Take. Il loro ultimo album, Synchronicity, è stato pubblicato nel 1983. Tra la fine degli anni ottanta e la metà degli anni novanta, si parlò di riunione, forzata prima dalla casa discografica, A&M nel 1986, con la ri-registrazione di Don't Stand So Close to Me e De Do Do Do, De Da Da Da (quest'ultima, non ancora ufficialmente realizzata sul mercato discografico) e un breve tour di sole tre date per Amnesty International negli Stati Uniti, e poi nel 1992 nell'occasione delle nozze tra Sting e la Styler, e una performance dal vivo dei tre. Una loro ultima "reunion" avvenne durante l'assegnazione alla Rock and Roll Hall of Fame nel marzo 2003.
Nel 2007 Sting ricompose i leggendari Police per un tour mondiale della durata di un poco più di un anno, in occasione del trentennale del primo singolo del terzetto britannico, Roxanne. Il debutto avvenne all'apertura della cerimonia di consegna dei 49º Grammy Awards, a Los Angeles.

### Carriera da solista

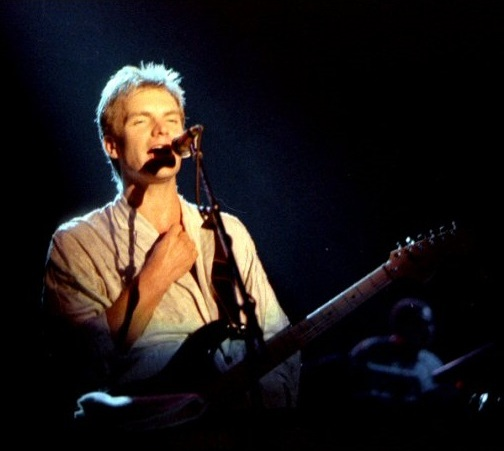
Sting in Norvegia nel 1985

Il primo album da solista di Sting è The Dream of the Blue Turtles (1985); comprende il singolo If You Love Somebody Set Them Free.
Sting scrive "Money for Nothing" dei Dire Straits insieme a Mark Knopfler. Nella parte iniziale è proprio egli a cantare "I want my MTV.". Sting non richiede il credit della canzone, in quanto è volutamente simile alla canzone dei Police: "Don't Stand So Close To Me", ma curiosamente il grande pubblico non notò tale somiglianza.
In un anno, diventa tre volte disco di platino. ...Nothing Like the Sun viene pubblicato nel 1987 e contiene le canzoni We'll Be Together e The Lazarus Heart, dedicate alla madre morta lo stesso anno. Anche questo viene classificato disco di platino ed è riconosciuto come uno dei più importanti album rock degli anni ottanta.
Alla ricerca continua di sperimentazioni e contaminazioni, l'11 luglio 1987 Sting sale a Perugia sul palco dell'Umbria Jazz Festival insieme al pianista Gil Evans e il sassofonista Branford Marsalis; durante questo live vengono eseguiti i brani Roxanne, Tea in the Sahara, Consider Me Gone e la cover del brano di Hendrix Little Wing che Sting aveva già realizzato in studio per lo stesso album ...Nothing Like the Sun. Alcuni brani di questo live sono stati registrati in un CD bootleg. Nello stesso anno, il 1º maggio era invece salito sul palco di un teatro di Amburgo, per reinterpretare assieme ad un'orchestra, a Jack Bruce e all'italiana Gianna Nannini, canzoni popolari di Kurt Weill e Bertolt Brecht. Nel 1988 le sue collaborazioni e i suoi escursionismi musicali, alla ricerca costante di una maggior conoscenza anche attraverso le musiche e le esperienze dei suoi colleghi, non si fermano, e si registrano così altri lavori assieme a Frank Zappa (febbraio) – la canzone Murder By Numbers, che sarà registrata dal vivo durante un concerto del poliedrico cantante statunitense, e incisa sul suo album "Broadway The Hardway", dello stesso anno – a Bruce Springsteen, Tracy Chapman, Youssou N'Dour e Peter Gabriel in un tour mondiale legato ad Amnesty International e durato 1 mese e mezzo circa, a Ziggy Marley – una canzone, "One World (Not Three)", risalente all'epoca dei The Police, ma per l'occasione arrangiata in chiave reggae.
Nel 1989 comincia un tour non più musicale, ma nuovamente di sensibilizzazione dell'opinione pubblica verso un problema globale, e cioè la deforestazione dell'Amazzonia. Per l'occasione, visita alcuni paesi ed è ospite di numerose trasmissioni televisive, assieme al grande capo brasiliano Raoni, al capo sioux Corvo Rosso, e al cineasta belga Jean-Pierre Dutilleux. In Italia, è ospite a fine aprile della trasmissione di Rai 3 "Alla ricerca dell'arca", in cui canta in diretta un'aria italiana del Settecento, "Se Ben Crudele", del veneziano Antonio Caldara. A settembre dello stesso anno, e fino alla fine di dicembre, inizia per lui un periodo di recite della "Opera da 3 soldi" di Bertolt Brecht, musicata da Kurt Weill, dapprima a Washington e poi a Broadway. Il 1990 è un anno di pausa e di introspezione, preliminare e strumentale alla composizione del nuovo album solista dell'anno successivo. Comunque, appare sporadicamente in occasioni pubbliche, per cantare pochi e inediti pezzi. A Montreux ad esempio, il 21 luglio, sale sul palco del Montreux Jazz Festival per accompagnare un nuovo musicista del quale decide di diventare il produttore (Vinx), e per unirsi all'ex-compagno Andy Summers in un'esibizione in stile rock del classico dei The Police Message in a Bottle. A ottobre invece partecipa assieme a numerosi altri musicisti a un paio di concerti legati ad Amnesty International, in Uruguay e in Cile; nell'occasione, esordisce sia di nuovo al basso sia con la band che lo accompagnerà quasi sempre senza variazioni, in tutto il decennio che sta iniziando e anche oltre.

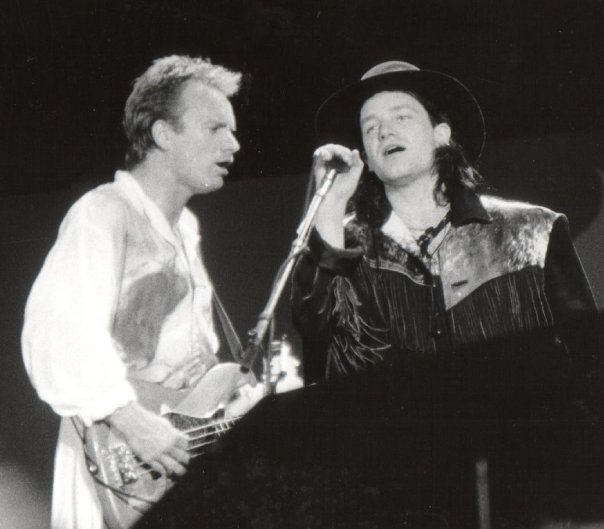
Sting con Bono durante un concerto in New Jersey nel 1986

The Soul Cages, pubblicato nel 1991 dopo quasi quattro anni di silenzio, è dedicato al padre, deceduto durante l'inizio del tour dell'album precedente, e include le canzoni ...All this Time (che raggiunge i vertici delle classifiche europee) The Soul Cages (che vince un Grammy) e Mad About You. Il tour mondiale conseguente parte il 1º febbraio dal teatro di Berkeley, in California (Stati Uniti), mentre il tour europeo di The Soul Cages si apre a Newcastle, alla City Hall, il 21 aprile 1991. La sera prima Sting tiene un concerto acustico, assieme alla sua band dell'epoca (composta da Dominic Miller, David Sancious e Vinnie Colaiuta), al Buddle Arts Centre del quartiere Wallsend, a Newcastle. Il concerto viene trasmesso in diretta dalle stazioni radio locali. Un estratto verrà poi pubblicato su un CD a edizione limitata chiamato Acoustic Live In Newcastle (pubblicato in edizione occidentale e giapponese).
I suoi 40 anni li festeggia il 2 ottobre sul palco dello Hollywood Rose Bowl di Los Angeles con un concerto che viene sia trasmesso da alcune radio americane, sia filmato e realizzato su formato Laserdisc esclusivamente per il mercato giapponese. La seconda parte del tour europeo legato a questo album si apre il 1º novembre 1991 al Palasport di Reggio Calabria. L'album diventa disco di platino nel 1992. In quell'anno, conosce dapprima e collabora poi con il tenore italiano Luciano Pavarotti: i due registreranno "Panis Angelicus", canzone del compositore ottocentesco César Franck, che poi eseguiranno a San Martino del Mugnano, nei pressi di Modena, Italia, il 27 settembre, in occasione di una serata di raccolta fondi pro-beneficenza, organizzata dallo stesso Pavarotti, e con la presenza anche di tanti altri artisti (l'evento prenderà poi il nome successivamente di Pavarotti International).
Nel 1993 registra Ten Summoner's Tales, che diventa tre volte disco di platino in un anno. In luglio dello stesso anno esce il remix del brano Demolition Man, originariamente registrato dai Police in Ghost in the Machine, ma usato nel film Demolition Man con Sandra Bullock.
Sting raggiunge di nuovo notorietà tra il pubblico, nel 1994, quando con Bryan Adams e Rod Stewart canta la canzone All for Love dal film I tre moschettieri. La canzone rimane in cima alla classifica per cinque settimane e diventa disco di platino. In febbraio, vince altri due Grammy Awards e ottiene altre tre candidature all'Academy Awards. Sempre nel 1994 il Berklee College of Music gli consegna la sua seconda laurea ad honorem in maggio. Infine in novembre registra la compilation di successi Fields of Gold: The Best of Sting 1984-1994 che ottiene due dischi di Platino. Il disco contiene due canzoni inedite: When We Dance e This Cowboy Song. Quest'ultima vede anche la collaborazione, per il video e il remix, del cantante Pato Banton.
Nel 1995 canta Mo Ghile Mear (Our Hero) con gli Anúna contenuta nell'album The Long Black Veil dei The Chieftains. L'album Mercury Falling, del 1996, ha un buon esordio, ma esce presto dalle classifiche, in particolare perché vende poche migliaia di copie negli Stati Uniti e perché Sting ha molti conflitti con la casa discografica A&M. Infatti, alla fine del 1996, la A&M viene acquisita dalla Interscope Records, una branca della Universal. Due singoli estratti daMercury Falling entrano nelle classifiche lo stesso anno: You Still Touch Me (giugno) and I'm So Happy I Can't Stop Crying (dicembre). Nel 1997 canta Waters Of Tyne con Jimmy Nail nell'album Carnival! per la RCA.
Sting ritorna nel settembre del 1999 con l'album Brand New Day, contenente Brand New Day (Top 40) e Desert Rose (Top 10), e che divenne triplo Platino nel gennaio del 2001, dopo aver vinto un Grammy Award per l'album e la title track nel 2000. Alla cerimonia di premiazione, Sting cantò Desert Rose con Cheb Mami. Per la sua interpretazione, la Arab-American Institute Foundation gli ha assegnato il premio Khalil Gibran Spirit of Humanity. Sempre nel 1999 Muoio per te, versione italiana di Mad About You registrata a Capri insieme all'amico Zucchero Fornaciari nel 1991, viene inclusa nella raccolta Overdose d'amore/The Ballads e, nel 2004, in Zu & Co. Zucchero, con cui l'amicizia era consolidata da anni, fece poi da padrino di battesimo a Coco, figlia di Sting.

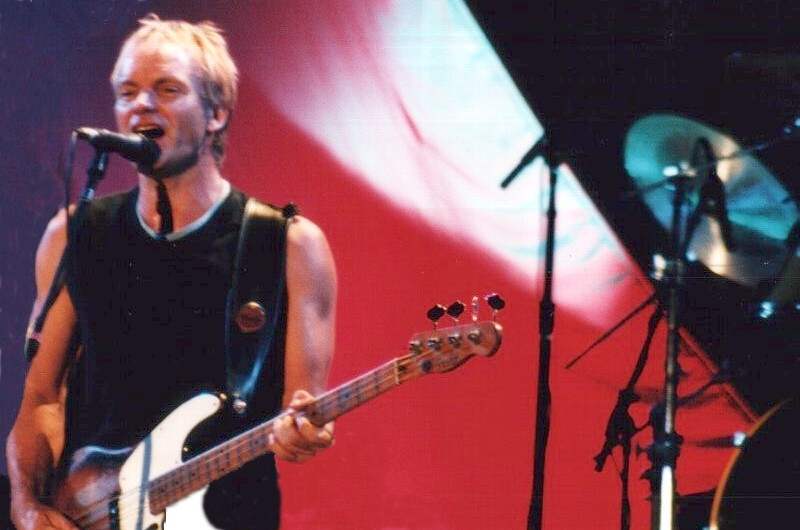
Sting in concerto a Budapest nel gennaio 2000

Nel 2000 Sting scrive, compone e canta la canzone My Funny Friend And Me (corrispondente all'italiano Un caro amico come te), usata per il film Disney Le follie dell'imperatore.
Nel 2001 Sting si esibì durante il Super Bowl. Aggiunse un altro Grammy alla sua collezione in febbraio. In aprile, durante un atterraggio in Italia, il suo aereo sbandò sulla pista, ma egli non rimase ferito. La canzone After the Rain has Fallen entrò nella Top 40. La sera dell'11 settembre tenne un concerto nel suo casale sulle colline toscane accompagnato da numerosi musicisti e di fronte a un pubblico di pochi intimi invitati per l'occasione. L'esibizione avrebbe dovuto essere trasmessa in diretta via Internet, ma la trasmissione venne cancellata dopo l'attacco alle torri gemelle a New York, avvenuto poche ore prima. Venne trasmessa solo Fragile, la prima canzone in scaletta, preceduta da un commosso e sommesso annuncio di Sting in omaggio alle vittime dell'attentato. L'intensità di quella serata sarà poi testimoniata dal disco ...All This Time, ma soprattutto dalla più completa e coinvolgente versione video in DVD. In ...All this Time si possono ascoltare versioni riarrangiate in chiave acustica e jazz delle migliori canzoni di Sting come Roxanne e If You Love Somebody Set Them Free, con l'aiuto di musicisti quali Manu Katché, Dominic Miller e Kipper nonché, tra gli altri, Chris Botti, Christian McBride e Jason Rebello. Successivamente, Sting registrò ancora Fragile per la raccolta di fondi America: A Tribute to Heroes.
Il 2002 fu un anno ricco di premi per Sting. Vinse un Golden Globe per la canzone Until... tratta dal film Kate & Leopold e ottenne la candidatura per il suo secondo Oscar. In giugno, entrò nella Songwriters Hall of Fame.
Nel 2003 uscì Sacred Love, un album originale con ritmi vivaci ed esperimenti e collaborazioni con l'artista hip-hop Mary J. Blige e il maestro di sitar Anoushka Shankar, figlia del leggendario Ravi Shankar, artista che partecipò a diverse date dell'Human Rights Now! Tour del 1988, accompagnando Bruce Springsteen, tour che vide coinvolto lo stesso Sting. Alcune canzoni come Inside e Dead Man's Rope furono molto ascoltate, ma complessivamente i suoni soffrono di una ripetitività che porta molti a pensare che Sting abbia perso la sua vena migliore.
Non ci sono notizie certe riguardo ad alcune sue dichiarazioni in cui diceva di attraversare una fase di depressione, tuttavia, ha scritto nel 1996 una canzone intitolata Lithium Sunset, che sembra riferirsi al carbonato di litio, una cura per quel disturbo. Nel 2005 ha collaborato alla scrittura del brano Union con i Black Eyed Peas, contenuta nell'album Monkey Business nella quale presta anche la sua voce. Un'altra significativa collaborazione è stata con il duo russo delle t.A.T.u. ove suona il basso in Friend or Foe, dove collaborano Dave Stewart nella scrittura del brano e Bryan Adams che ha fotografato la copertina del singolo.
Nel 2006 riscopre il liuto e a ottobre pubblica, insieme al liutista bosniaco Edin Karamazov, il disco per voce e liuto Songs from the Labyrinth, con musiche del famoso liutista John Dowland. Segue la tournée che porterà i due a esibirsi, tra l'ottobre del 2006 e il febbraio del 2009, in alcuni posti suggestivi e unici per un concerto di quel tipo, come ad esempio la chiesa di Santa Maria delle Grazie di Milano, il 13 dicembre 2006. Nello stesso anno, inoltre, Sting ha partecipato all'album Together as One di Gregg Kofi Brown, con il brano Lullaby to an Anxious Child, scritto dallo stesso Sting e interamente prodotto da Lino e Pino Nicolosi.
Il 17 febbraio 2009 Sting è entrato in studio di registrazione per lavorare sul suo nuovo album solista, a sei anni dall'ultima pubblicazione. L'album, intitolato If on a Winter's Night e dedicato a quella che il musicista definisce la sua stagione preferita, l'inverno, è uscito nel mese di ottobre. La raccolta comprende brani di musica tradizionale inglese e alcune composizioni di Sting.
Il 13 luglio 2010 esce Symphonicities, un nuovo album dove Sting collabora con la Royal Philharmonic Orchestra. Nell'album sono presenti canzoni come Roxanne, Englishman in New York e Next to You, che Sting ha interpretato con il suo ex gruppo The Police, e che ha ri-arrangiato per questo nuovo album.
Dopo il successo dell'ultimo tour Symphonicities dove ha toccato i paesi principali (Europa, America, Giappone) in occasione della sua ultima raccolta di successi, nel 2012 parte per un nuovo tour, "Back to The Bass", nel quale riprende a suonare il basso, in occasione dei suoi 25 anni di carriera solista.
Nell'estate 2013 viene pubblicato il singolo "Practical Arrangement", che appartiene all'album The Last Ship annunciato per il 24 settembre, a dieci anni da Sacred Love. Intanto Sting collabora con il tastierista inglese Steve Nieve prestando la voce al singolo You Lie Sweetly. Il 24 settembre esce l'album The Last Ship in tre formati: standard, deluxe e super deluxe.
Il 23 aprile 2014 è ospite del concerto-evento di Zucchero Fornaciari al Madison Square Garden di New York, facente parte dell'Americana Tour, seguito da 5 000 spettatori e caratterizzato dalla partecipazione di ospiti d'eccezione come Elisa, Jovanotti, Fher dei Maná, Chris Botti, Sam Moore per citarne alcuni. Sting ha duettato sulle note di Mad About You e Every Breath You Take.
57th & 9th è il suo dodicesimo album in studio, pubblicato nel 2016 che arriva in seconda posizione in Polonia, in terza in Svizzera e Germania, in quarta in Vallonia, in quinta in Francia, in sesta in Austria, Svezia ed Italia, in settima nei Paesi Bassi e Portogallo, in ottava nelle Fiandre ed in nona in Australia e nella Billboard 200.
Il 20 aprile del 2018 pubblica l'album 44/876 insieme a Shaggy, partecipando al Festival di Sanremo 2018, eseguendo il brano Muoio per te, rendendo omaggio all'amico Zucchero Fornaciari e a Luciano Pavarotti, e Don't Make Me Wait con Shaggy.
Il 24 maggio 2019 pubblica il suo quattordicesimo album My Songs, il suo secondo album in studio con nuove interpretazioni di materiale precedentemente pubblicato (dopo Symphonicities del 2010).
Il 27 maggio 2019 si è esibito come ospite internazionale a RadioItaliaLive - Il concerto, concerto gratuito che dal 2012 viene organizzato da Radio Italia, a Milano in Piazza Duomo.
Il 20 novembre 2019 si è esibito al concerto benefico organizzato per i 60 anni del flautista Andrea Griminelli al Palabigi di Reggio Emilia; fra gli ospiti della serata presentata da Red Ronnie, insieme a lui si sono esibiti anche Andrea Bocelli, Zucchero, Renato Zero, Amii Stewart, Sumi Jo, Beppe Carletti e Irene Fornaciari.
Sting nel 2021 ha collaborato con il violinista australiano Ray Chen per una traccia chiamata What Could Have Been; questa collaborazione fa parte della colonna sonora di Arcane, la serie di Netflix basata sul videogioco League of Legends.
Nell'ottobre 2022 viene annunciata la sua partecipazione ad una traccia del nuovo album di Tiziano Ferro.

## Altre attività
Sting si è anche avventurato nella recitazione. Debutta nel cinema con Quadrophenia (1979). Tralasciando la sua apparizione come personaggio diabolico in Le due facce del male (Brimstone and Treacle) (1982), e nel ruolo semi-romantico di Mick in Plenty (con Meryl Streep), uno dei suoi ruoli più famosi è quello di Feyd-Rautha Harkonnen in Dune (1984).
Nel 1985 ricopre il ruolo di protagonista nel film La sposa promessa (The Bride), di Franc Roddam, in cui interpreta il ruolo del dott. Frankenstein che dopo anni di ricerca, dà vita ad una creatura femminile a cui dà il nome di Eva. Nel 1987 interpreta il ruolo dell'amante di Kathleen Turner nel film Giulia e Giulia (Julia and Julia), di Peter Del Monte. Nel 1988 recita nel ruolo di Finney in Stormy Monday - Lunedì di tempesta di Mike Figgis accanto a Melanie Griffith e Tommy Lee Jones, un film ambientato nella sua Newcastle. Di lui si ricorda, inoltre, un cameo nel film Le avventure del barone di Munchausen (1988).

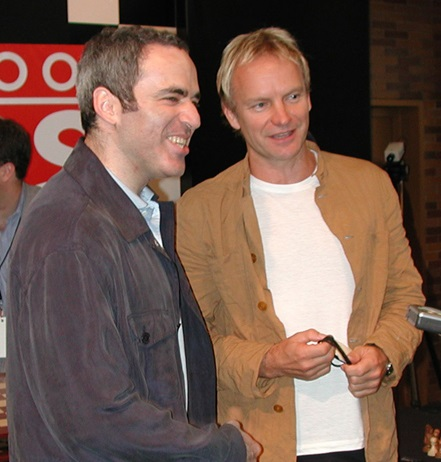
Kasparov e Sting a New York, giugno 2001

È anche apparso in televisione (con delle partecipazioni nei Simpson e in Ally McBeal) e in teatro ne L'opera da tre soldi di Bertolt Brecht con le musiche di Kurt Weill. Nel 1998 appare nel ruolo di JD nel film Lock & Stock - Pazzi scatenati (Lock, Stock and Two Smoking Barrels). Appare fugacemente nel film d'animazione Bee Movie del 2007 nel ruolo di sé stesso; sempre come sé stesso appare nel film commedia Zoolander 2 del 2016.
Sting è anche un appassionato giocatore di scacchi. Per raccogliere fondi per la Rainforest Foundation, in giugno del 2000 giocò in una simultanea su cinque scacchiere contro Garri Kasparov negli studi televisivi della ABC di Times Square a New York assieme agli altri componenti della sua band: Dominic Miller, Jason Rebello, Chris Botti, e Russ Irwin. Kasparov vinse tutte le partite in 50 minuti. Il primo ad arrendersi fu Miller che abbandonò dopo sole nove mosse, mentre Sting fu l'ultimo, dopo 45 mosse. Alla domanda su come giocasse Sting, Kasparov rispose diplomaticamente: «A dedicated player» («Un giocatore che si impegna»). L'evento fu l'ultimo dei World School Chess Championships promosso da Kasparov per diffondere l'insegnamento degli scacchi nelle scuole.
Con la moglie ha acquistato nel 1997 una tenuta a Figline Valdarno, che ospita una produzione di vino Chianti e olio extravergine d'oliva, oltre ad una pizzeria e wine-bar.

## Riconoscimenti

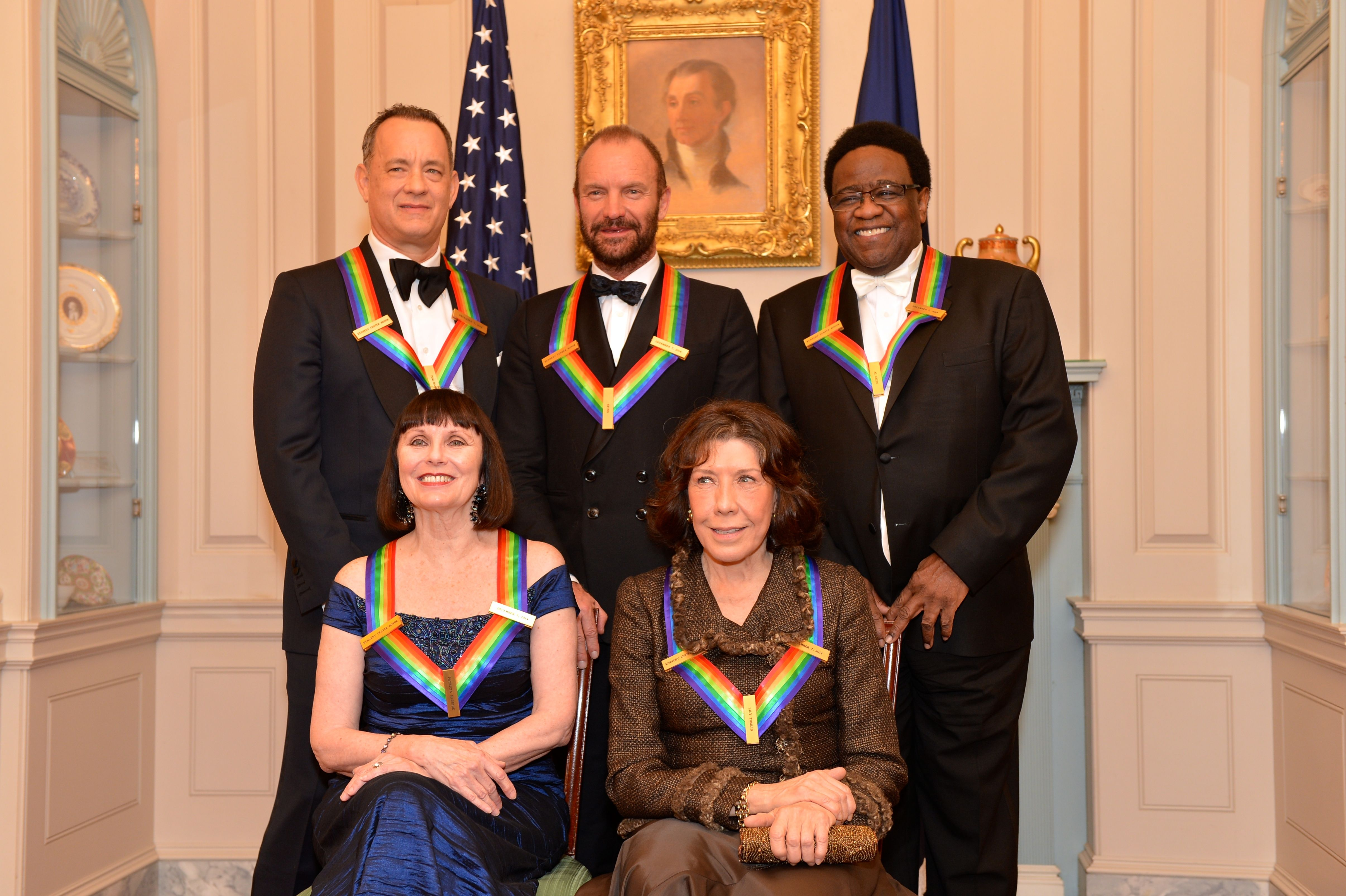
Sting al ricevimento del "Kennedy Center Honors", insieme a Tom Hanks, Al Green, Patricia McBride e Lily Tomlin (6 dicembre 2014)

### Attivismo
Verso la fine degli anni ottanta, Sting sostenne fortemente i movimenti ambientalisti e umanitari, come Amnesty International; infatti contribuisce sia al Band Aid che, in seguito, al mega concerto Live Aid. Con Trudie Styler e un Kayapó indiano come guida in Brasile, fonda la Rainforest Foundation per contribuire a salvare le foreste pluviali.
Il suo appoggio a queste cause continua anche nel 2004 contribuendo agli aiuti nel Sudest asiatico per lo tsunami. Inoltre ha partecipato al Live 8 nel 2005 per promuovere la causa della cancellazione del debito nei paesi africani da parte degli stati più potenti e nel 2007, con i Police, al Live Earth in favore della salvaguardia del pianeta. Sempre nel 2005 è stato tra i principali promotori del movimento ambientalista Hydrogen (f)or Life, per lo sviluppo delle energie pulite e dell'economia dell'idrogeno. Il 19 agosto 2009 partecipa al Concerto per Viareggio, evento organizzato dall'amico e collega Zucchero Fornaciari a seguito del grave incidente ferroviario avvenuto nella città toscana il 29 giugno dello stesso anno, nel quale 32 persone persero la vita a causa di un'esplosione con conseguente incendio causata da un treno merci carico di GPL deragliato.
Convinto oppositore della Brexit, ne sostiene l'annullamento in favore della permanenza del Regno Unito nell'Unione europea.

## Stile e Strumentazione
Nei primi tempi dei The Police usava un basso fretless Fender. Ha usato persino bassi Steinberger, Ibanez, Cort e la sua celeberrima Fender Precision Bass del 1951, di cui è endorser.
Il suo stile si prevale più sul reggae, ma le sue radici punk ha caratterizzato l'uso del plettro, per poi passare con il pollice, come molti bassisti reggae.

## Controversie
Nel mese di ottobre 2009 Sting ha tenuto un concerto a Tashkent, capitale dell'Uzbekistan, nell'ambito di un festival culturale che vi si organizza con periodicità annuale, suscitando polemiche per il fatto che il festival è considerato espressione del potere dittatoriale di Islom Karimov – la cui figlia, Gulnora Karimova, è promotrice e organizzatrice dell'evento – e per aver fornito propaganda e consenso a uno dei peggiori governi del pianeta, considerato, secondo i rapporti americani di Human Rights Watch, tra i più truci e repressivi del mondo, tanto da contendersi il primato negativo con i regimi di Corea del Nord e Birmania.
Sting successivamente affermò di aver erroneamente creduto vi fosse un coinvolgimento dell'UNICEF in tali iniziative, nelle quali erano state assegnate borse di studio, specificando in ogni caso che, ben consapevole della criticità del paese, aveva appositamente deciso di partecipare agli eventi a dispetto di ciò, essendo con il passare del tempo arrivato a ritenere che i boicottaggi culturali da parte degli artisti come il rifiuto di esibirsi in determinati contesti possano essere inutili e anzi controproducenti, se portano un Paese a essere ulteriormente emarginato e sotto censura rispetto a idee e arti che, qualora invece diffuse, potrebbero aiutarlo a emanciparsi.
Oltre a Sting, negli anni, hanno suonato in tale contesto anche Rod Stewart, Julio Iglesias ed Ennio Morricone.

## Discografia

### Discografia da solista

#### Album in studio
- 1985 – The Dream of the Blue Turtles (A&M/Polygram)
- 1987 – ...Nothing Like the Sun (A&M/Polygram)
- 1991 – The Soul Cages (A&M/Polygram)
- 1993 – Ten Summoner's Tales (A&M/Polygram)
- 1996 – Mercury Falling (A&M/Polygram)
- 1999 – Brand New Day (A&M/Polygram)
- 2003 – Sacred Love (A&M/Polygram)
- 2006 – Songs from the Labyrinth (Sting & Edin Karamazov - musica di John Dowland) (A&M/Polygram/Deutsche Grammophon)
- 2009 – If on a Winter's Night... (A&M/Polygram)
- 2010 – Symphonicities (Sting & The Royal Philharmonic Concert Orchestra) (A&M/Polygram)
- 2013 – The Last Ship (A&M/Polygram)
- 2016 – 57th & 9th (A&M/Polygram)
- 2018 – 44/876 (con Shaggy) (A&M/Poligram)
- 2019 – My Songs
- 2021 – The Bridge

#### Album dal vivo
- 1986 – Bring on the Night (A&M/Polygram)
- 1991 – Acoustic Live in Newcastle (A&M/Polygram)
- 1992 – Last Session (Live at the Perugia Jazz Festival 1987 with The Gil Evans Orchestra) (DVD)
- 1997 – Strange Fruit (Live at the Perugia Jazz Festival 1987 with The Gil Evans Orchestra) (DVD)
- 2000 – Live at Universal Amphitheatre (A&M/Polygram)
- 2001 – ...All This Time (A&M/Polygram)
- 2007 – The Journey and the Labyrinth (Deutsche Grammophon)
- 2008 – Certifiable: The Police Reunion Live in Argentina (A&M/Polygram)
- 2010 – Live in Berlin (Sting & The Royal Philharmonic Concert Orchestra) (Deutsche Grammophon CD+DVD)
- 2017 – Live At The Bataclan (A&M)
- 2025 - 3.0 Live (A&M)

#### Raccolte
- 1994 – Fields of Gold: The Best of Sting 1984-1994 (A&M/Polygram)
- 1997 – Sting at the Movies (A&M/Polygram)
- 2000 – Brand New Day: The Remixes (A&M/Polygram)
- 2002 – The Very Best of Sting & The Police (A&M/Polygram)
- 2003 – Songs of Love (A&M/Polygram)
- 2005 – My Funny Valentine - At the Movies (A&M/Polygram)
- 2011 – 25 Years (3 CD + DVD) (A&M/Polygram)
- 2011 – The Best of 25 Years (A&M/Polygram)
- 2015 – Songs from the Movies and Rarities (2 CD) (A&M/Polygram)
- 2019 – My Songs (A&M/Polygram)
- 2021 – Duets (A&M/Polygram)

#### Extended play
- 1988 – ...Nada como el sol (A&M/Polygram)
- 1993 – Demolition Man (A&M/Polygram)
- 1994 – Five Live (A&M/Polygram)
- 1996 – Live at TFI Friday EP (A&M/Polygram)
- 2001 – Still Be Love in the World (A&M/Polygram)